# 绿脊金石斛
绿脊金石斛（学名：Flickingeria tricarinata var. viridilamella）为菊科金石斛属下的一个变种。

## 扩展阅读
- 維基物種上的相關：绿脊金石斛